# Естерполе
Естерполе (пол. Esterpole) — село в Польщі, у гміні Бродниця Сьремського повіту Великопольського воєводства.
Населення — 110 осіб (2011).
У 1975-1998 роках село належало до Познанського воєводства.

## Демографія
Демографічна структура станом на 31 березня 2011 року:
|          | Загалом | Допрацездатний вік | Працездатний вік | Постпрацездатний вік |
| -------- | ------- | ------------------ | ---------------- | -------------------- |
| Чоловіки | 58      | 13                 | 40               | 5                    |
| Жінки    | 52      | 10                 | 31               | 11                   |
| Разом    | 110     | 23                 | 71               | 16                   |